# Clément-Pierre Marillier
Clément-Pierre Marillier (Digione, 20 giugno 1740 – Boissise-la-Bertrand, 11 agosto 1808) è stato un incisore e disegnatore francese, uno dei più importanti illustratori francesi di libri del XVIII secolo.

## Biografia

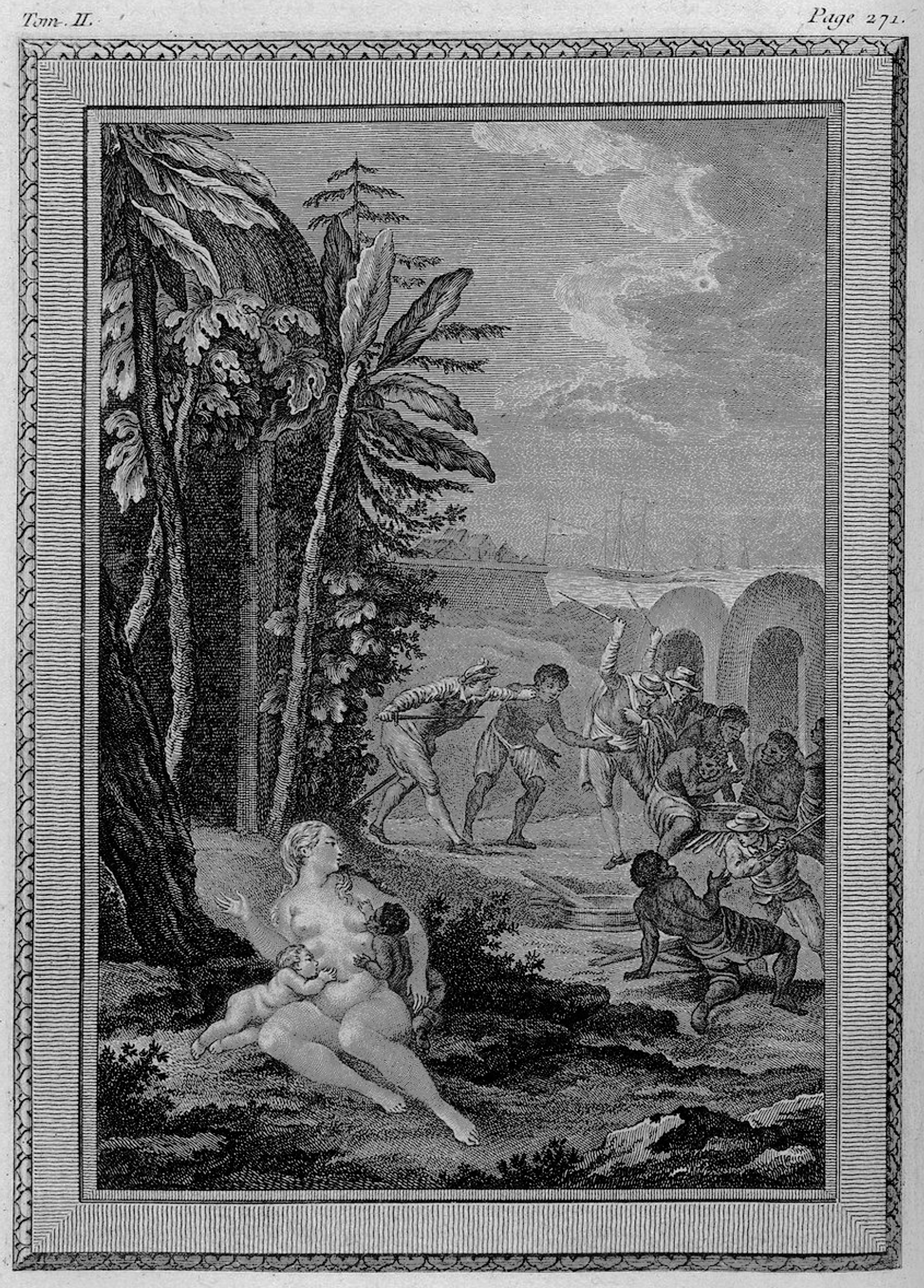
Illustrazione del libro di Guillaume Thomas Raynal, Histoire philosophique et politique des deux Indes, volume 2., p. 271, 1775

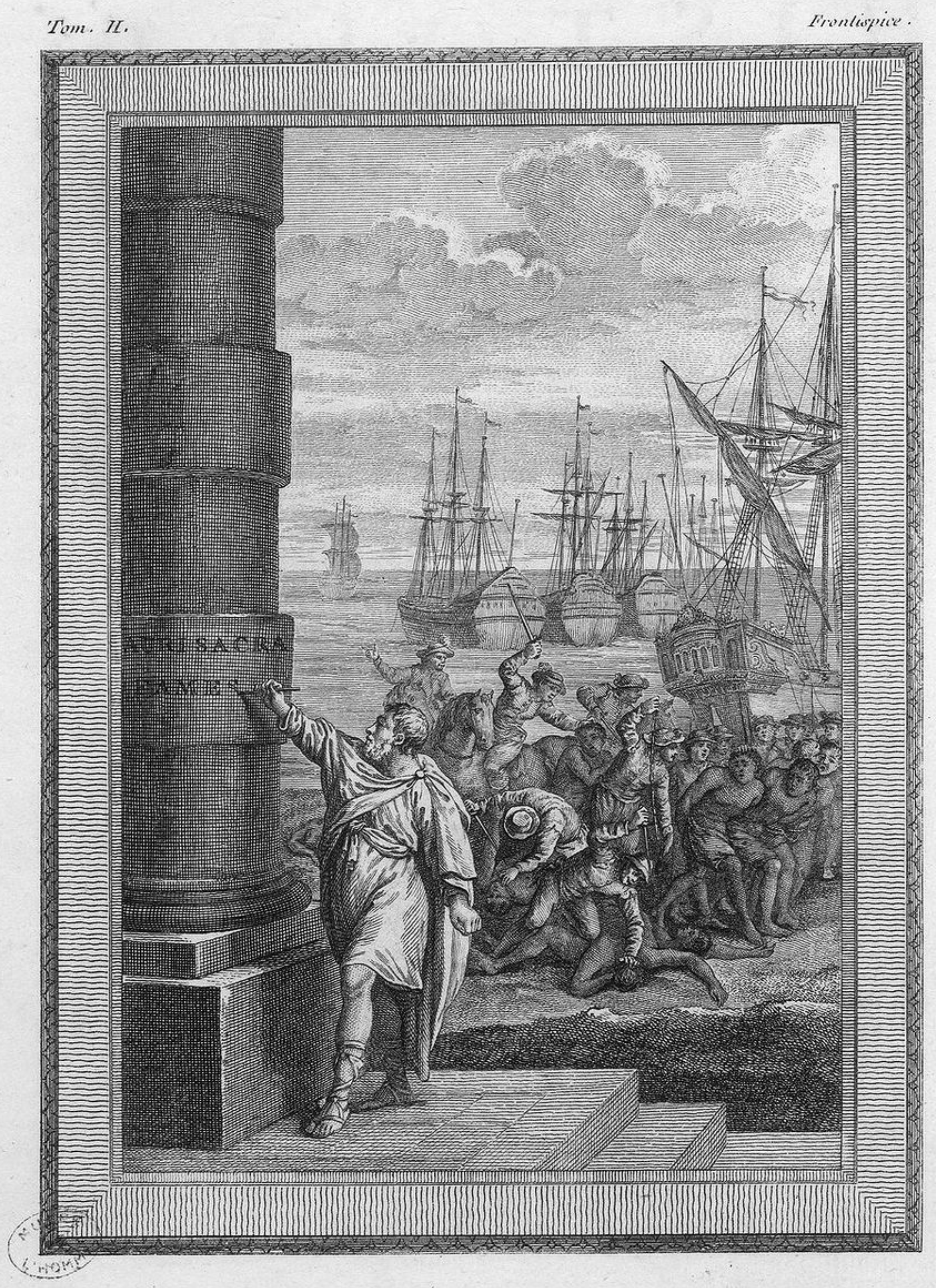
Illustrazione per il libro di Guillaume Thomas Raynal, Histoire philosophique et politique des deux Indes, volume 2, 1775

Clément Pierre Marillier nacque a Digione il 20 giugno del 1740, figlio del menestrello Jean-Baptiste Marillier e di Catherine Bouée.
Si avvicinò all'arte seguendo le lezioni dal pittore digionese Morlot, di cui sappiamo solo che era attivo a Digione e Lunéville e che la chiesa di Saint-Philibert di Digione ha una sua Discesa dalla Croce, dopo di che Marillier si trasferì a Parigi, dove incontrò ed ebbe come maestro il pittore ed incisore Noël Hallé.
Però, a causa di problemi economici della sua famiglia, si orientò alla illustrazione dei libri, un'attività molto redditizia.
Il 25 marzo 1766, Clément-Pierre Marillier sposò Marie-Thérèse Brusley nella chiesa di Saint-Benoît-le-Bétourné, dalla quale non avrà figli.
Tra i numerosi disegni realizzati da Marillier si possono menzionare le 252 figure dell'edizione della Bibbia di Defer-Maisonneuve; la suite degli Illustres Français (Parigi, 1790); le figure dell'Iliade, quelle delle opere dell'abate Antoine François Prévost; i 200 soggetti delle favole dello scrittore Claude Joseph Dorat, una produzione che annuncia molte invenzioni e gusti.
Marillier nell'incisione, si caratterizzò per la presenza di elementi spirituali, per il suo segno elegante e delicato, che espresse in una moltitudine di soggetti, e in particolare nei paesaggi, principalmente descriventi Napoli, la Grecia e la Francia.
Marillier visse lungamente ritirato in un tranquillo possedimento che aveva acquisito a Boissise-la-Bertrand, dove si occupò sia delle attività artistiche sia delle funzioni amministrative a lui affidate, fino alla sua morte, l'11 agosto 1808.

## Illustrazioni principali
- The Seasons, James Thomson, 1766;
- La secchia rapita, Alessandro Tassoni, 1766;
- Orlando furioso, Ludovico Ariosto, 1767;
- Contes moraux ou les hommes comme il y en a peu, Louis-Sébastien Mercier, 1768;
- Oronoko ou le prince nègre, imitation de l'anglais, Pierre-Antoine de La Place, 1769;
- Premier et deuxième recueils de chiffres inventés par de Saint-Aubin, Charles-Germain de Saint-Aubin, 1770;
- Herborum Libri IV - Poème des Jardins, René Rapin, 1773;
- Histoire philosophique et politique des établissements de commerce des Européens dans les deux, Guillaume-Thomas François Raynal, 1775;
- Mélandes de poésies fugitives et de prose sans conséquence, Fanny di Beauharnais, 1776;
- Gerusalemme liberata, Torquato Tasso, 1777.